# Estadio Alsancak Mustafa Denizli
El Estadio Alsancak Mustafa Denizli anteriormente Estadio İzmir Alsancak (en turco: İzmir Alsancak Stadyumu), es un estadio de fútbol ubicado en la ciudad de Izmir, Turquía. El estadio tiene una capacidad para 15 300 personas y es utilizado por los clubes de fútbol Altay Izmir, Karşıyaka SK y anteriormente de Göztepe Izmir e Izmirspor que disputan la Superliga de Turquía.
El estadio inaugurado en 1929 fue en 1959 sede del primer partido de la naciente Liga de Turquía. En agosto de 2014 se concluyó que la estructura del estadio estaba vulnerable a los terremotos, se determinó demolerlo lo que ocurrió a mediados de 2015 y llamar a una licitación para una posible reconstrucción.
El estadio fue reconstruido entre 2017 y 2021, fue reinaugurado el 26 de noviembre de 2021. El nuevo nombre del estadio lo dio el presidente Recep Tayyip Erdoğan en honor al futbolista y entrenador turco Mustafa Denizli.

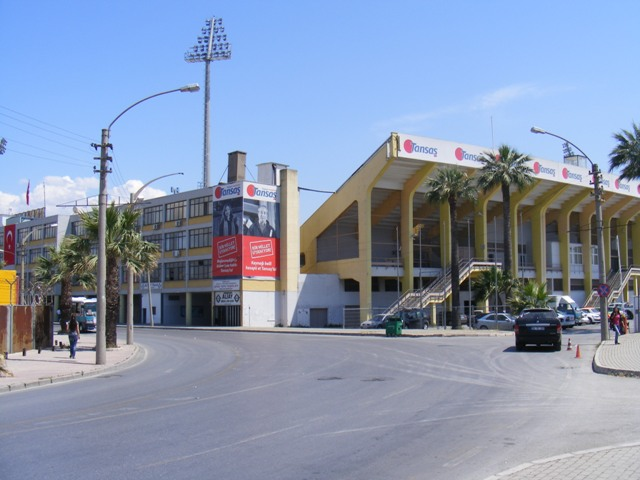
Antiguo estadio